# Amárynthos
Amárynthos (Amarynthos) är en ort i Grekland.   Den ligger i prefekturen Nomós Evvoías och regionen Grekiska fastlandet, i den östra delen av landet, 50 km norr om huvudstaden Aten. Amárynthos ligger 33 meter över havet och antalet invånare är 3 647. Den ligger på ön Euboia.
Terrängen runt Amárynthos är varierad. Havet är nära Amárynthos åt sydväst.  Närmaste större samhälle är Vasilikón, 18,9 km väster om Amárynthos. 